# Cheilosia caucasogenita
Cheilosia caucasogenita är en tvåvingeart som beskrevs av Kuznetzov 1997. Cheilosia caucasogenita ingår i släktet örtblomflugor, och familjen blomflugor.
Artens utbredningsområde är Armenien. Inga underarter finns listade i Catalogue of Life.